# Jim Knobeloch
James Joseph Knobeloch, detto Jim (Belleville, 18 marzo 1950), è un attore statunitense, noto soprattutto per il suo ruolo di Jake Slicker, nella serie televisiva La signora del West.

## Vita privata
È stato sposato per alcuni anni con Beth Sullivan, produttrice della serie La signora del West, in cui ha lavorato per tutte e sei le stagioni. La coppia ha avuto due figli.

## Filmografia

### Cinema
- I cancelli del cielo (Heaven's Gate), regia di Michael Cimino (1980)
- King Kong, regia di Peter Jackson (2005)
- Iron Sky, regia di Timo Vuorensola (2012)
- Predestination, regia di Michael e Peter Spierig (2014)
- Il nemico (Foe) regia di Garth Davis (2023)
- Ricky Stanicky - L'amico immaginario (Ricky Stanicky) regia di Peter Farrelly (2024)

### Televisione
- La signora del West (Dr. Quinn, Medicine Woman) - serie TV, 128 episodi (1993-1998)
- Smiling Friends - serie animata, episodio 1x04 (2022) - voce

## Doppiatori italiani
Nelle versioni in italiano delle opere in cui ha recitato, Jim Knobeloch è stato doppiato da:
- Fabio Mazzari in La signora del West, Dr. Quinn - Il film
- Gerolamo Alchieri in King Kong
- Daniele Valenti in Predestination